# Toi + Moi (album)
Pour les articles homonymes, voir Toi et moi.
 (octobre 2020).
Albums de Grégoire
Le Même Soleil
(2010)
Singles
1. Toi + Moi
Sortie : 30 juin 2008
2. Rue des étoiles
Sortie : 22 décembre 2008
3. Ta main
Sortie : 2 avril 2009
4. Nuages
Sortie : 22 juillet 2009

Toi + Moi est le premier album du chanteur français Grégoire sorti le 22 septembre 2008 et écoulé à plus d'un million d'exemplaires.

## Liste des titres
| #   | Titre                              | Durée |
| --- | ---------------------------------- | ----- |
| 1.  | Ta main                            | 3:34  |
| 2.  | Nuages                             | 3:08  |
| 3.  | Toi + Moi                          | 3:03  |
| 4.  | Rien à voir                        | 2:41  |
| 5.  | Ce qu'il reste de toi              | 3:32  |
| 6.  | Donne-moi une chance               | 3:29  |
| 7.  | Rue des étoiles                    | 3:55  |
| 8.  | Sauver le monde                    | 3:33  |
| 9.  | L'ami intime                       | 3:09  |
| 10. | Prière                             | 3:52  |
| 11. | Merci                              | 3:21  |
| 12. | À la claire fontaine (titre bonus) | 2:34  |

## Classement des ventes
| Année | Classement            | Meilleure position |
| ----- | --------------------- | ------------------ |
| 2009  | Belgique (Wa) Top 100 | 5                  |
| 2009  | France Top 50         | 1                  |
| 2009  | Suisse Top 100        | 18                 |